# Чиснедіє
Чиснедіє (рум. Cisnădie) — місто у повіті Сібіу в Румунії. Адміністративно місту також підпорядковане село Чиснедіоара (населення 345 осіб, 2002 рік).
Місто розташоване на відстані 208 км на північний захід від Бухареста, 8 км на південь від Сібіу, 125 км на південь від Клуж-Напоки, 113 км на захід від Брашова.

## Населення
За даними перепису населення 2002 року у місті проживали 15 648 осіб.
Національний склад населення міста:
| Національність            | Кількість осіб | Відсоток |
| ------------------------- | -------------- | -------- |
| румуни                    | 15034          | 96,1%    |
| німці                     | 388            | 2,5%     |
| угорці                    | 170            | 1,1%     |
| цигани                    | 37             | 0,2%     |
| українці                  | 2              | < 0,1%   |
| росіяни-липовани          | 2              | < 0,1%   |
| турки                     | 2              | < 0,1%   |
| греки                     | 2              | < 0,1%   |
| серби                     | 1              | < 0,1%   |
| поляки                    | 1              | < 0,1%   |
| італійці                  | 1              | < 0,1%   |
| чанго                     | 1              | < 0,1%   |
| не вказали національність | 1              | < 0,1%   |

Рідною мовою назвали:
| Мова       | Кількість осіб | Відсоток |
| ---------- | -------------- | -------- |
| румунська  | 15145          | 96,8%    |
| німецька   | 347            | 2,2%     |
| угорська   | 127            | 0,8%     |
| циганська  | 13             | 0,1%     |
| українська | 2              | < 0,1%   |
| російська  | 2              | < 0,1%   |
| грецька    | 2              | < 0,1%   |

Склад населення міста за віросповіданням:
| Релігія                                       | Кількість осіб | Відсоток |
| --------------------------------------------- | -------------- | -------- |
| православні                                   | 14257          | 91,1%    |
| бретрени                                      | 387            | 2,5%     |
| лютерани (Аугсбурзького сповідання)           | 324            | 2,1%     |
| баптисти                                      | 123            | 0,8%     |
| реформати                                     | 100            | 0,6%     |
| п'ятдесятники                                 | 89             | 0,6%     |
| лютерани (Синодально-пресвітеріанська церква) | 83             | 0,5%     |
| римо-католики                                 | 73             | 0,5%     |
| греко-католики                                | 47             | 0,3%     |
| лютерани                                      | 40             | 0,3%     |
| не релігійні                                  | 19             | 0,1%     |
| адвентисти                                    | 3              | < 0,1%   |
| атеїсти                                       | 3              | < 0,1%   |
| унітарії                                      | 2              | < 0,1%   |
| юдеї                                          | 2              | < 0,1%   |
| не вказали релігію                            | 9              | 0,1%     |

## Зовнішні посилання
- Дані про місто Чиснедіє на сайті Ghidul Primăriilor